# Re Umberto (métro de Turin)
Re Umberto est une station de la ligne 1 du métro de Turin située à l'intersection des corso Vittorio Emanuele II et corso Re Umberto.